# Southern sierra miwok
Le southern sierra miwok (miwok méridional de la sierra) est une langue amérindienne de la famille des langues miwok, de la branche des langues miwok orientales, parlée aux États-Unis, dans le comté de Mariposa, dans le Nord de la Californie. En 1964, selon S. Broadbent, il n'était plus connu que de 20 personnes. La langue est quasiment éteinte.